# Ehemalige Braunkohlentagebau bzw. ehemalige Deponie Maria-Theresia westlich Herzogenrath
Das Naturschutzgebiet Ehemalige Braunkohlentagebau bzw. ehemalige Deponie Maria-Theresia westlich Herzogenrath liegt auf dem Gebiet der Städte Herzogenrath und Würselen in der Städteregion Aachen in Nordrhein-Westfalen.

## Lage
Das Gebiet erstreckt sich südöstlich der Kernstadt Herzogenrath, nordwestlich der Kernstadt Würselen und nordöstlich des Würselener Stadtteils Pley. Nordöstlich des Gebietes erstrecken sich das 51,8 ha große Naturschutzgebiet (NSG) Unteres Broichbachtal südlich Noppenberg, das 100,7 ha große NSG Bergehalden Noppenberg und Nordstern und das 35,5 ha große NSG Bergehalde Anna II. Am östlichen Rand des Gebietes verläuft die Landesstraße L 223.

## Bedeutung
Das etwa 43,3 ha große Gebiet wurde im Jahr 2000 unter der Schlüsselnummer ACK-091unter Naturschutz gestellt.